# Черняков, Соломон Ильич
Соломон Ильич Черняков (1861 год, село Машевское, Климовичский уезд, Могилёвская губерния — 1948, Москва) — старший железнодорожный мастер. Герой Труда.

## Биография
Родился в 1861 году в крестьянской семье в селе Машевское Климовичского уезда.
После начальной школы обучался в Орловском уездном училище. После военной службы с 1887 по 1918 год трудился ремонтным рабочим, мастером, старшим дорожным мастером, начальником участка на Средне-Азиатской железной дороге. В 1905 году, будучи членом Союза железнодорожников и членом стачечного комитета, участвовал в организации и проведении забастовки на железной дороге, за что был арестован и отправлен в заключение в крепость Кушки.
Во время Гражданской войны — инструктор и комиссар 12-го Прифронтового района Ашхабадского фронта. С 1918 по 1921 год участвовал в строительстве Кизил-Кийского подъездного пути в составе 49-го военно-дорожного отряда Прифронтового района Ферганского фронта. Занимался организацией восстановления железнодорожного транспорта и движения на Средне-Азиатской железной дороге. С 1921 по 1927 год трудился на Ташкентской железной дороге.
С 1927 года проживал в Оренбурге.
По ходатайству Пленума Оренбургского ГСПС представлен к соисканию звания «Герой Труда».
Решением Всероссийского Центрального Исполнительного Комитета Совета от 15 июня 1932 года Соломону Ильичу Чернякову присвоено звание Герой Труда:

Герою Труда
Гр. Чернякову Соломону Ильичу.
Президиум Всероссийского Центрального Исполнительного Комитета, отмечая Вашу выдающуюся и исключительно полезную деятельность в социалистическом строительстве, выразившуюся в активном участии в восстановлении ж.д. транспорта в период гражданской войны, и учитывая Вашу 40-летнюю производственную работу на транспорте — награждает Вас званием Героя Труда.
Председатель Всероссийского Центрального Исполнительного Комитета /подпись/
и. о. Секретаря Всероссийского Центрального Исполнительного Комитета Н. Новиков
Москва, Кремль
«15» июня 1932 г.

Проработал на железной дороге около сорока лет. 
Умер в Москве в 1948 году. Похоронен на Донском кладбище.